# Erica Ljungdahl
Erica Karoline Irma Hildegard Ljungdahl, ogift Trenkle, född 27 november 1919  i Wien i Österrike, död 14 januari 2015 i Danderyds församling, var en svensk bibliotekarie.
Erica Ljungdahl var dotter till Dr phil Carl Trenkle och Hildegard, ogift Bahunek Drakoczy. Efter akademiska studier blev hon filosofie kandidat vid Stockholms högskola 1946. Hon blev amanuens vid Riksdagsbiblioteket 1947, vid Kungliga Vetenskapsakademiens bibliotek 1948, där hon blev bibliotekarie 1963. Hon blev förste bibliotekarie där 1973 och var vid Stockholms universitetsbibliotek med Vetenskapsakademiens bibliotek 1978–1984.
Hon var sekreterare i seriesektionen av International Federation of Library Associations and Institutions (IFLA) 1978–1981.
Erica Ljungdahl gifte sig 1943 med civilingenjören Erland Ljungdahl (1919–1999) och var sedan sambo med Bengt Essén fram till sin död. Hon har en dotter Caroline Barenghi (född 1959).
Erica Ljungdahl är begravd på Djursholms begravningsplats.